# Asnières-la-Giraud
Asnières-la-Giraud település Franciaországban, Charente-Maritime megyében. Lakosainak száma 980 fő (2022. január 1.). Asnières-la-Giraud Fontenet, Mazeray, Nantillé, Saint-Jean-d’Angély, Saint-Julien-de-l’Escap, Sainte-Même és Saint-Hilaire-de-Villefranche községekkel határos.

## Népesség
A település népességének változása:
| Lakosok száma | 767  | 748  | 817  | 905  | 968  | 1020 | 1050 | 1006 | 984  | 980  |
|               | 1968 | 1982 | 1990 | 2006 | 2013 | 2015 | 2017 | 2019 | 2020 | 2022 |